# Георги Гайтанеков
Георги Николов Гайтанеков (21 февруари 1938 – 28 февруари 2016) е български актьор и театровед.

## Биография
Наследник е на стария копривщенски род на Никола Гайтанек (1843 – 1901), участник в Априлското въстание от 1876 година, комитетски куриер за Панагюрище, Клисура, Сопот и Карлово след погрома на което е заточен на остров Родос.
Георги Гайтанеков завършва специалност „актьорско майсторство“ във ВИТИЗ в класа на проф. Кръстьо Мирски и през 1961 г. започва дейност в Бургаския драматичен театър. Работи заедно с актьорите Николай Бинев, Ани Бакалова, Домна Ганева, Банко Банков и Петър Петров. Последователно играе в Народен театър „Иван Вазов“, театър „Сълза и смях“, Пернишкия ДТ. Той е заместник директор по културата на БНТ по времето на Хачо Бояджиев.
Ежегодно участва с лирични изпълнения в Дебеляновите поетични празници в Копривщица, на която е обявен за почетен гражданин. Участва в дублажите на безброй филми и сериали през кариерата си. Последната му роля на театрална сцена е в пиесата „Железният светилник“ в театър „Сълза и смях“.
Гайтанеков умира на 78 години на 28 февруари 2016 г.

## Театрални роли

### ТВ театър
- „Мерцедес за продан“ (1986) (Венцислав Кулев) – бащата
- „Мезониера“ (1986) (Н.Л.Русев и Ал. Урумов)
- „Среща в Рим“ (1982) (Камен Зидаров)
- „Наричаха го Бозвели“ (1982) (Олга Кръстева)
- „Годежна вечер“ (1977) (Славчо Трънски)
- „Битката за Преслав“ (1971) (Радко Радков)
- „Вампир“ (1970) (Антон Страшимиров)
- „Джени – жена по природа“ (1969) (Ърскин Колдуел)
- „Извънреден посланик“ (1966) (Ариадна и Пьотр Тур)

## Филмография
- „Мил семеен скандал“ (1987)
- „Толкова очаквани приятелства“ (1984) – директорът
- „В името на народа“ (1984), 8 серии – директорът на затвора
- „Д-р Петър Берон“ (1983), 2 серии
- „Слънце на детството“ (2-сер. тв, 1981)
- „Спилитим и Рашо“ (1980), 20 серии – богаташът (в 4 серия)
- „Насрещно движение“ (1978)
- „Мъжки истории/Страници от стария корабен дневник“ (1975) - моряк
- „Такава смърт няма“ (тв, 1973) – (като Георги Гайтаников) – дървар
- „На всеки километър“ (1969 – 1971), 26 серии - Пешевски в (в 19-а серия: „Хищникът“ – 1971)